# Staurothele
Staurothele — рід грибів родини Verrucariaceae. Назва вперше опублікована 1853 року.

## Будова
Гриби цього роду мають крупні розташовані в кілька рядів (муральні) спори. В перитеціях містяться дрібні паличкоподібні, овальні чи кулясті гіменіальні водорості. Всі гриби роду Staurothele — скельні. На вапнистих породах їхня слань часто буває ендолітною, з дуже примітивною будовою — як правило, це лише розсипчасте переплетення дуже розгалужених гіфів, під верхнім шаром яких міститься зона водоростей, зібраних у клубочки, а серцевинні гіфи доволі глибоко проникають у субстрат. На силікатних гірських породах слань зазвичай розвивається на поверхні скель та виглядає як товсті, рідше — тонкі цілісні бородавчасті кірки. Найчастіше вони повністю складаються з клітинної тканини — параплектенхіми.

## Класифікація
Згідно з базою MycoBank до роду Staurothele відносять 125 офіційно визнаних видів:
- Staurothele acarosporoides
- Staurothele alboterrestris
- Staurothele alpina
- Staurothele ambrosiana
- Staurothele amphiboloides
- Staurothele andreanskyi
- Staurothele andreanszkyi
- Staurothele aquatica
- Staurothele arctica
- Staurothele arenaria
- Staurothele arenarum
- Staurothele areolata
- Staurothele argillacea
- Staurothele atra
- Staurothele australis
- Staurothele bacilligera
- Staurothele brandegei
- Staurothele brouardii
- Staurothele caesia
- Staurothele catalepta
- Staurothele catalpeta
- Staurothele chlorospora
- Staurothele circinata
- Staurothele clopima
- Staurothele clopimoides
- Staurothele columellaris
- Staurothele dalmatica
- Staurothele demnatensis
- Staurothele desquamescens
- Staurothele diffracta
- Staurothele diffractella
- Staurothele diffusilis
- Staurothele discedens
- Staurothele dispersa
- Staurothele drummondii
- Staurothele ebbonensis
- Staurothele ebborensis
- Staurothele effigurata
- Staurothele elegans
- Staurothele elenkinii
- Staurothele epigaea
- Staurothele extabescens
- Staurothele fauriei
- Staurothele fischeri
- Staurothele fissa
- Staurothele font-queri
- Staurothele frustulenta
- Staurothele fuliginea
- Staurothele fuscoargillacea
- Staurothele fuscocuprea
- Staurothele gelida
- Staurothele geoica
- Staurothele glacialis
- Staurothele guestphalica
- Staurothele hazslinszkyi
- Staurothele honghensis
- Staurothele humistrata
- Staurothele hymenogonia
- Staurothele immersa
- Staurothele inconversa
- Staurothele innata
- Staurothele isarina
- Staurothele iwatsukii
- Staurothele japonica
- Staurothele klementii
- Staurothele kwapiensis
- Staurothele lazarenkoi
- Staurothele lecideoides
- Staurothele lesdainiana
- Staurothele levinae
- Staurothele lithina
- Staurothele malayensis
- Staurothele mediana
- Staurothele mediterranea
- Staurothele meylanii
- Staurothele microlepis
- Staurothele monicae
- Staurothele monospora
- Staurothele monosporoides
- Staurothele moreliiensis
- Staurothele muliensis
- Staurothele nantiana
- Staurothele nigella
- Staurothele nigrescens
- Staurothele nigrescens
- Staurothele ochroplaca
- Staurothele oenipontana
- Staurothele orbicularis
- Staurothele orispruinosa
- Staurothele oxneri
- Staurothele pachystroma
- Staurothele pallidipora
- Staurothele paraguayensis
- Staurothele perradiata
- Staurothele polygonia
- Staurothele praecedens
- Staurothele pseudomyces
- Staurothele pulvinata
- Staurothele rimosa
- Staurothele rufa
- Staurothele rugosa
- Staurothele rugulosa
- Staurothele rupifraga
- Staurothele sapaudica
- Staurothele saprophila
- Staurothele sbarbaronis
- Staurothele scabrida
- Staurothele septentrionalis
- Staurothele sessilis
- Staurothele sienae
- Staurothele silesiaca
- Staurothele sinensis
- Staurothele solvens
- Staurothele subareolata
- Staurothele succedens
- Staurothele suzaeana
- Staurothele tenuissima
- Staurothele terricola
- Staurothele turgidella
- Staurothele umbrina
- Staurothele ventosa
- Staurothele verruculosa
- Staurothele viperae
- Staurothele viridis
- Staurothele yunnanica

## Поширення та середовище існування
Види грибів роду Staurothele розповсюджені майже виключно у північній півкулі, переважно у Середній Європі, Середземномор'ї, де багато ендеміків. У південній півкулі (тропіках Південної Америки) відомо всього 2-3 види. Деякі представники з помірних широт розповсюдились в Арктику, де наразі відомо 15 видів.

## Галерея

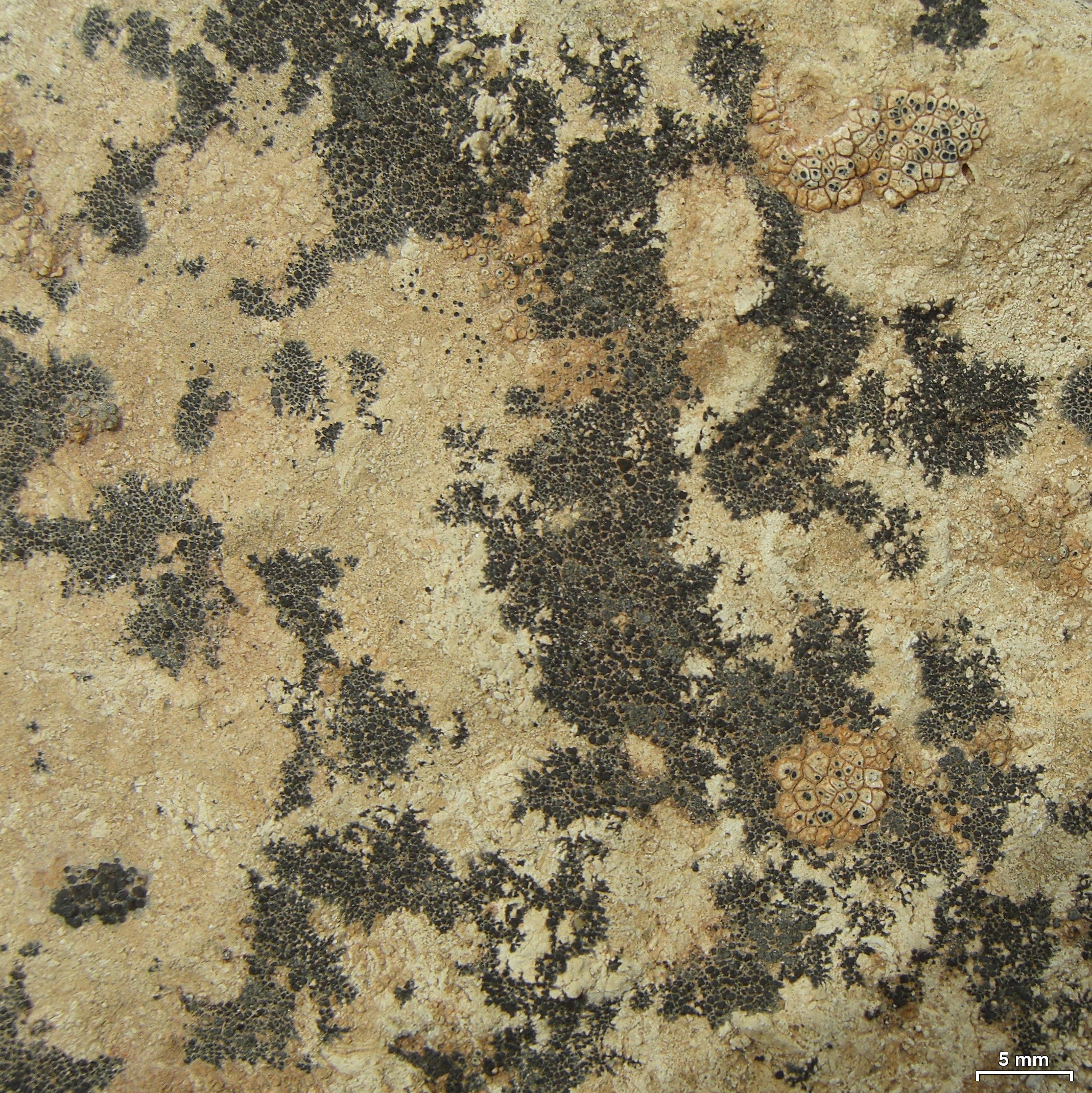
Staurothele drummondii

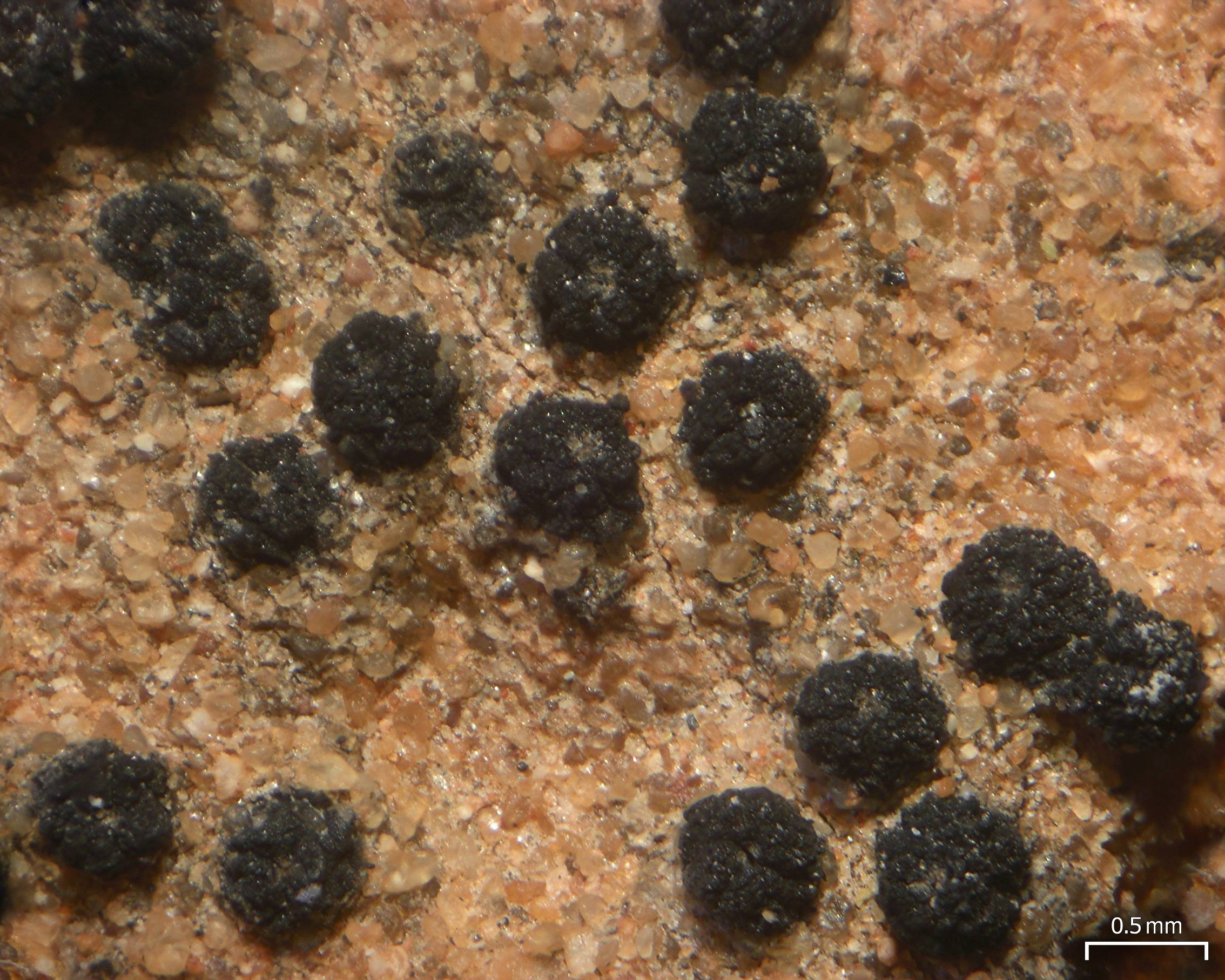
Staurothele elenkinii

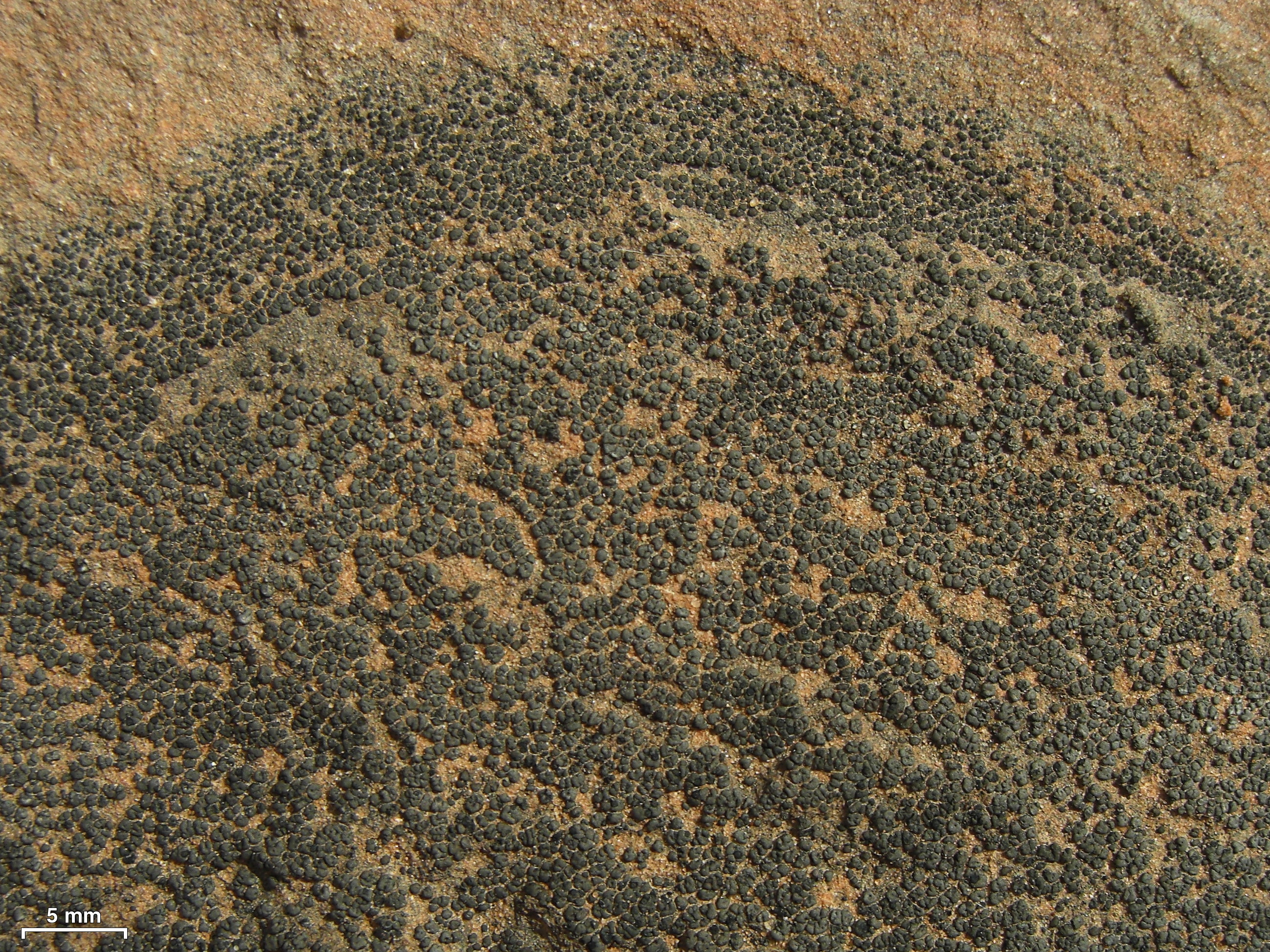
Staurothele rugosa